# Атаманов, Александр Викторович
Алекса́ндр Ви́кторович Атама́нов (род. 25 января 1982, Ленинград, Россия) — российский изобретатель и бизнесмен, создатель летающего мотоцикла Scorpion 3 и летающего автомобиля (ховербайка), разработчик онлайн-системы по защите интеллектуальной собственности, изобретатель серии установок для очистки турбин, один из ведущих российских экспертов по технологическим инновациям, автор научных статей и патентов.

## Биография
В 2003 году окончил Санкт-Петербургский государственный университет телекоммуникаций им. проф. Бонч-Бруевича по специальности «инженер телекоммуникаций», является дипломированным специалистом по языкам программирования, также получил дополнительное юридическое образование в Государственной академии специалистов инвестиционной сферы. В 2016 году окончил магистратуру Высшей школы экономики по специальности «Управление исследованиями, разработками и инновациями в компании».
В 2008 году основал R&D компанию «СПЭНС», изобрёл и вывел на рынок серию установок для очистки турбин «MULTIBLAST», которые применяются в авиации, промышленности, энергетике и нефтегазовом секторе. В 2017 году успешно продал данный проект.
В 2012 году основал компанию по защите интеллектуальной собственности «Онлайн патент», разработал и вывел на рынок онлайн-систему по защите интеллектуальной собственности. Успешно продал данный бизнес в 2020 году.
В 2016 году основал eVTOL компанию Ховер, является изобретателем летающего мотоцикла Scorpion 3 и автомобиля Ховер. Одним из первых испытателей летающего мотоцикла стал российский мотогонщик Илья Маликов.